# Kazimierz Brodziński
Kazimierz Brodziński (n. 8 martie 1791 - d. 10 octombrie 1835) a fost un poet, critic literar și istoric literar polonez.

## Opera
- 1820: Wieslaw ("Wieslaw") - poeme didactice sau idilice
- 1818: Despre clasicism și romantism ("O klasyczności i romantyczności") - studii literare